# Китайска национална нефтогазова корпорация
Китайската национална нефтогазова корпорация (на китайски: 中国石油天然气集团公司, на пинин: Zhōngguó Shíyóu Tiānránqì Jítuán Gōngsī) е държавно предприятие за добив на нефт и природен газ със седалище в Пекин, Китай. Към 2019 година то има консолидиран обем на продажбите от 2,52 трилиона юана и печалба от 67 милиарда юана. Към 2020 година е най-голямата нефтодобивна и четвъртата по обем на продажбите компания в света.
Контролирана от Комитета за контрол и управление на държавното имущество, тя осъществява основната си дейност чрез своето подразделение „Петрочайна“, компания с публично търгувани акции. Компанията извършва добив на нефт и газ в различни части на Азия, както и в Южен Судан, като общият ѝ добив на нефт през 2019 година е 168 милиона метрични тона.